# Achtung – Panzer!
Achtung – Panzer! (z niem. Uwaga, czołg!) – opublikowana w 1937 roku książka autorstwa Heinza Guderiana, twórcy niemieckich wojsk pancernych.
Autor wyraził w niej opinię, że Niemcy mogą sobie pozwolić tylko na krótką wojnę, zanim zostaną wyczerpane skromne zapasy surowców strategicznych. Można to zrealizować, wykorzystując silne związki pancerne, zdolne do szybkich uderzeń. Założenia książki Achtung – Panzer! legły u podstaw wojny błyskawicznej – Blitzkriegu.
Książka ma fundamentalne znaczenie dla sztuki wojennej, gdyż od niej zaczynają się współcześnie rozumiane wojska pancerne. Koncepcje zawarte w książce nie były nowatorskie. Wcześniej podobne idee prezentował J.F.C. Fuller i inni. Jednak inne prace pozostały w sferze koncepcji, natomiast Guderian swoje pomysły wcielił w życie, i jak pokazał przebieg wojny, sprawdziły się one w praktyce.
Oprócz grupy teoretyków wojskowości, którzy przewidywali w okresie międzywojennym, że czołg będzie podstawowym środkiem walki w przyszłej wojnie, liczni wojskowi, bądź całkowicie negowali znaczenie broni pancernej, bądź byli bardzo sceptyczni co do jej możliwości bojowych.

## Struktura
Książka składa się z 12 rozdziałów.